# Дејпила
Дејпила је у грчкој митологијији била кћерка краља Адраста.

## Митологија
Била је кћерка аргивског краља Адраста и његове жене Амфитеје, за коју је проречено да ће се удати за вепра. Када су Полиник и Тидеј стигли на Аргос, потукли су се око преноћишта. Тада је Адраст на њиховим штитовима угледао представе лава и вепра и измирио их, препознавши у њима своје будуће зетове. Тако је Дејпилу удао за Тидеја. Она је са њим имала сина Диомеда.